# 維吉尼亞州第十九步兵團
維吉尼亞州第十九步兵團（英語：19th Virginia Infantry Regiment）是美國南北戰爭時邦聯軍隊中的一支步兵團。

## 隸屬
第十九步兵團是第一兵團中，李察·加耐特准將之軍旅中的一個步兵團，參與過不少主要戰役。

## 戰役
- 李斯堡之役
- 七松坡之役
- 第二次牛奔河之役
- 南山之役
- 威廉斯堡之役
- 馬份山之役
- 蓋茨堡之役
- 彼得斯堡圍城戰
- 阿波馬托克斯郡府之役

## 外部連結
- http://jeffersondavis2.tripod.com/ （页面存档备份，存于） 維吉尼亞州第十九步兵團之組織 (現代)